# テトラクロロアルミン酸1-ブチル-3-メチルイミダゾリウム
テトラクロロアルミン酸1-ブチル-3-メチルイミダゾリウム（英: 1-Butyl-3-methylimidazolium tetrachloroaluminate、BMIM AlCl4）は、融点が100 °C未満のイオン液体である。

## 調製
テトラクロロアルミン酸1-ブチル-3-メチルイミダゾリウムは、塩化1-ブチル-3-メチルイミダゾリウムと塩化アルミニウムを混合することによって調製できる。また、テトラクロロアルミン酸1-ブチル-3-メチルイミダゾリウムは、1981年にジョン・S・ウィルクス（John S. Wilkes）によって最初に合成された。さらに、イオン液体中では、合成中に使用されたAlCl3の量によって影響され、様々なアルミニウム化学種間の平衡が存在する。
{\displaystyle \mathrm {2\ AlCl_{4}^{\,-}\rightleftharpoons } } {\displaystyle \mathrm {Al_{2}Cl_{7}^{\,-}+Cl^{\,-}} }

## 用途
テトラクロロアルミン酸1-ブチル-3-メチルイミダゾリウムは、燃料の抽出脱硫、デュアルイオン電池用の電解質、および反応媒体として使用することができる。

## 安全性に関する注意
この物質は水と反応し、その際とりわけ塩化水素などを放出する。